# Cijan
Cijan je osnovna komplementarna boja (uz žutu i magentu). Nastaje aditivnim miješanjem zelene i plave. Ima u RGB-u vrijednost (0, 255, 255) decimalno ili 00FFFF heksadecimalno